# 霍勒斯·詹金斯
霍勒斯·詹金斯（英語：Horace Jenkins，1974年10月14日—），美国NBA联盟前职业篮球运动员。